# Ortogénese
Ortogénese, evolução ortogenética ou evolução progressiva é a hipótese de que a vida tem uma propensão inata para se mover (evoluir) de modo linear (para um objectivo pré-definido) devido a alguma "força motriz" interna ou externa. Foi proposto ainda no século XIX, e foi considerada seriamente como uma alternativa à selecção natural como o mecanismo responsável pela evolução, antes da redescoberta dos trabalhos de Mendel. A hipótese foi apoiada principalmente por paleontólogos. A ordenação de fósseis em séries ortogénicas indicava a direcção que a evolução tinha tomado.
Com o aparecimento da síntese evolutiva moderna, na qual se descobriram os mecanismos genéticos da evolução, a hipótese da ortogénese foi refutada, especialmente com o argumento de Ronald Fisher no seu livro de 1930 The Genetical Theory of Natural Selection em prol da herança particulada.